# Taxithelium glabratum
Taxithelium glabratum là một loài rêu trong họ Sematophyllaceae. Loài này được Broth. & Geh. mô tả khoa học đầu tiên năm 1896.